# Lenk
Lenk (toponimo tedesco, informalmente Lenk in Simmental) è un comune svizzero di 2 336 abitanti del Canton Berna, nella regione dell'Oberland (circondario di Obersimmental-Saanen).

## Geografia fisica
Lenk si trova nella Simmental.

## Monumenti e luoghi d'interesse

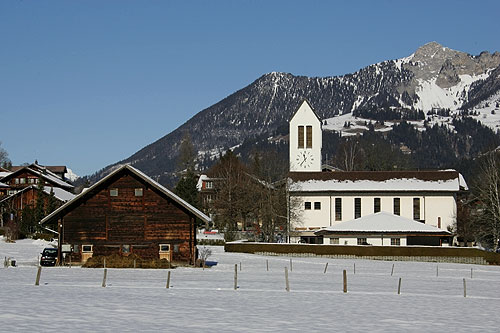
La chiesa riformata

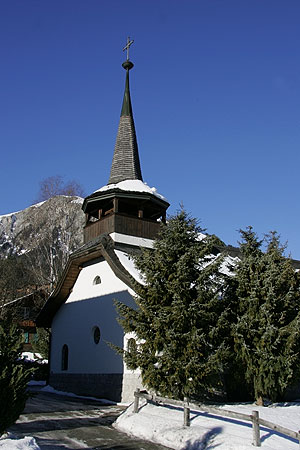
La chiesa cattolica

- Chiesa riformata, eretta nel 1505 e ricostruita nel 1881[2];
- Chiesa cattolica.

## Società

### Evoluzione demografica
L'evoluzione demografica è riportata nella seguente tabella:
Abitanti censiti

## Geografia antropica

### Frazioni
Le frazioni di Lenk sono:
- Aegerten
- Brand
- Gutenbrunnen
- Oberried
- Pöschenried

## Economia
Località termale attiva dal 1689, Lenk è al centro di una rinomata zona turistica. Il turismo estivo si basa su una ricca rete di sentieri, molti dei quali sono pensati per essere accessibili anche a persone non particolarmente preparate sul piano atletico o con bambini piccoli. Il turismo invernale è favorito dalle abbondanti nevicate e dagli ottimi impianti sciistici; rilevanti anche gli accordi turistici col vicino comune di Adelboden.

## Infrastrutture e trasporti

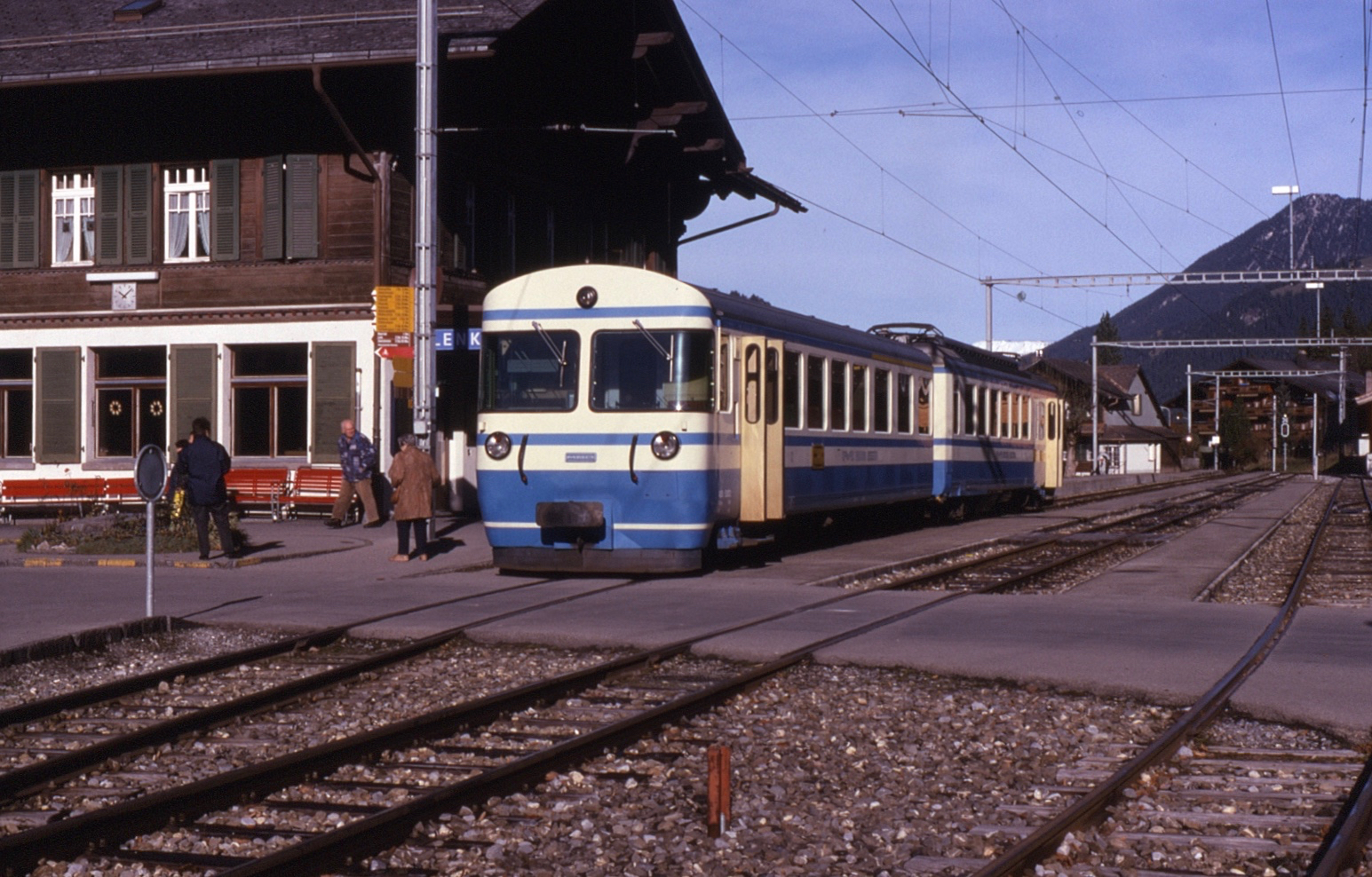
La stazione di Lenk

Lenk è servito dall'omonima stazione, capolinea della ferrovia Montreux-Oberland Bernese, e da quella di Boden.

## Amministrazione
Ogni famiglia originaria del luogo fa parte del cosiddetto comune patriziale e ha la responsabilità della manutenzione di ogni bene ricadente all'interno dei confini del comune.